# Charlie Morton
Charles Alfred "Charlie" Morton, född den 12 november 1983 i Flemington i New Jersey, är en amerikansk professionell basebollspelare som spelar för Atlanta Braves i Major League Baseball (MLB). Morton är högerhänt pitcher.
Morton har tidigare spelat för Atlanta Braves (2008), Pittsburgh Pirates (2009–2015), Philadelphia Phillies (2016), Houston Astros (2017–2018) och Tampa Bay Rays (2019–2020). Han vann World Series med Astros 2017, har två gånger tagits ut till MLB:s all star-match och en gång till All-MLB Second Team.

### Webbkällor
- ”Charlie Morton Stats, Fantasy & News” (på engelska). Major League Baseball. https://www.mlb.com/player/charlie-morton-450203. Läst 25 november 2020.
- ”Charlie Morton Stats” (på engelska). Baseball-Reference.com. https://www.baseball-reference.com/players/m/mortoch02.shtml. Läst 25 november 2020.
- ”Charlie Morton Minor, Fall & Winter Leagues Statistics & History” (på engelska). Baseball-Reference.com. https://www.baseball-reference.com/register/player.fcgi?id=morton001cha. Läst 25 november 2020.